# Radio Song
Radio Song è una canzone degli R.E.M. apparsa nel loro album del 1991 Out of Time, ed è stata pubblicata come quarto singolo estratto.

## Tracce

### US/UK/Germany 7" / US/UK cassette
1. "Radio Song" – 4:15
2. "Love Is All Around" (Reg Presley) (live)1 – 3:15

### UK "Collectors' Edition" CD
1. "Radio Song" – 4:15
2. "You Are the Everything" (live) – 4:43
3. "Orange Crush" (live)² – 4:03
4. "Belong" (live)4 – 4:47

### US/Germany CD / US 12"/maxi-cassette
1. "Radio Song (Tower of Luv Bug mix)" – 4:14
2. "Love Is All Around" (Reg Presley) (live)1 – 3:15
3. "Belong" (live)4 – 4:07

### UK/Germany 12"
1. "Radio Song" – 4:15
2. "Love Is All Around" (Reg Presley) (live)1 – 3:15
3. "Shiny Happy People (Music Mix)"

## Classifiche
| Classifica (1991)             | Posizione massima |
| ----------------------------- | ----------------- |
| Irlanda                       | 5                 |
| Paesi Bassi                   | 56                |
| Regno Unito                   | 28                |
| Stati Uniti (mainstream rock) | 43                |